# 티몬과 품바
티몬과 품바는 월트 디즈니 컴패니에서 라이온 킹에 등장한 미어캣과 혹멧돼지로,
주인공이었던 심바조차 넘어서는 인기를 누린 조연들이다.

## 캐릭터 소개

### 티몬(Timon)
영화 라이온 킹의 중반부터 혹멧돼지 품바와 함께 등장한 미어캣.
티몬(Timon)이라는 이름은 소크라테스의 제자인 타이먼(Timon)에서 따 왔다고 추측된다.
본명은 티몬 버코위츠(Timon Berkowitz)
스와힐리어구문으로 '근심없다'는 뜻의'하쿠나 마타타'를 어느 시리즈에서나 신조로 하고 있다.
활기차며,가식이 없고,무언가에 얽매이지 않고 가볍고 낙천적인 성격이나,
신념이 굳은 히어로와는 달리 겁이 많고 약삭빠르다.
상황에 따라서 여러 가지 작전을 짜는데,그 작전이 실패하거나 오히려 자신이 걸려드는 경우가 허다하다.
자아중심적이고 기분에 내키는 대로 행동하기 때문에 때론 다름사람들에게 무례하다고 비추어 질 때가 많아
다른사람들과 충돌이 있고,때로는 품바와도 의견이 충돌하는 경우가 종종 있다.
고집 또한 무척 세서,자신이 하자는 대로 하지 않으면 직성이 풀리지 않아 굳이 그걸로 밀고 나간다.
그럴 때마다 품바나 다른 사람들이 충고를 해 주지만,그것을 듣지 않고 밀고나가 피해보는 경우가 많다.
항상 자기 중심적으로만 보이는 티몬이지만,사실 정이 많은 성격으로,곤란에 처한 사람이 있으면 목숨을 걸고라도 도와준다.

### 품바(Pumbaa)
미어캣 티몬과 둘도 없는 친구인 혹멧돼지. 약삭빠른 티몬과 달리 매사에 순진하고 우둔해 보이지만
사실상 티몬보다 현명하고 아는 것이 많으며,티몬보다 훨씬 어른스럽고 이타적인 성격
대개 티몬의 응석을 많이 받아주긴 하나,옳지 않은 일이라고 생각했을 때는 티몬조차 따끔하게 혼내주는 모습도 보여준다.
가끔 예상치 못한 행동으로 티몬을 놀래는 일이 많다.

## 등장한 작품

### 라이온 킹
티몬과 품바가 가장 처음 등장한 작품으로, 아웃랜드의 지도자 스카가 무파사를 배신하여 죽이고 왕위를 차지하고 프라이드랜드에서 심바가 쫓겨 났을 때, 중반부의 이 암울한 분위기를 떨쳐내기 위해 등장된 것으로 보인다.
당시 티몬과 품바는 심바를 데려가 오랫동안 친구로 지내는 등,작품의 활기를 불어 넣지만
그들의 대사에 그리 진지함은 없고,스토리상에서도 그리 큰 역할은 하지 못한다. 물론 이때부터
그들은 그저 자유롭고 낙천적이고 희극적인 파트너로 등장하고
그들의 테마곡인'하쿠나 마타타'와 '사자가 잔다'는 당시 큰 히트를 쳤다.

### 라이온 킹 2
라이온 킹 2에서는 심바가 왕이 된 이후, 딸인 키아라를 낳게 되는데 여기서 이 둘은 프라이드랜드에 머무는 것으로 설정이 되어있다.
키아라는 심바를 닮아 호기심이 많기 때문에 이곳 저곳을 둘러보는데 심바는 그것이 키아라에게 위험이 될까 걱정하고 이 둘을 종종 그 감시역으로 보낸다.
추방자 출신인 코부가 심바를 죽이기 위해 프라이드 랜드에 와서, 키아라에게 사냥을 가르치는데,
도중 티몬과 품바를 만나 모두 뛰어노는 신이 있다.
이를 계기로 코부와 키아라는 더욱 가까운 사이가 된다.
따라서 여기서도 티몬과 품바는 프라이드 랜드와 추방자의 갈등이라는 어두운 분위기를 전환하는 역할을 함으로써,
자신들의 모습을 그대로 유지한다.

### 라이온 킹 1과½
라이온 킹의 노래'하쿠나 마타타'에서 품바의 과거에 대해 대강 나와 있기 때문에
스토리는 티몬이 원래 살던 고향에서 시작한다.
티몬은 육식동물이 두려워 땅굴만 파는 미어캣들의 단체생활과는 맞지 않고,이해되지 않기 때문에
혼자 모험을 떠나기로 결심한다.
도중 라피키를 만나 '하쿠나 마타타'라는 말을 알게 되고,'보이는 것의 너머를 보라'는 말을 듣고,
품바와 만나 자신들이 머물 곳을 찾아간다.

### 하우스 오브 마우스
미키가 운영하는 클럽 하우스 오브 마우스에서는 유명한 디즈니 클래식 캐릭터들이 등장하는데,
당연히 티몬과 품바도 등장하여,여전히 낙천적이며,벌레를 좋아하고,
가끔은 서로 싸우기도 하는 모습도 보인다.
에피소드 "Timon and Pumbaa"에서 티몬과 품바가 클럽의 무대에 출연하기로 하는데
품바와 티몬은 서로 하자는 것의 의견이 달라 품바는 티몬에게서 떨어져 도널드와 파트너를 하기로 하지만
역시 잘 맞지 않았다.
무대에 선 품바는 만담을 하지만 모두가 재미없어하자, 도중 티몬이 등장하여 마술을 보이는데
워낙 형편이 없어 품바가 그걸 탓하자,그걸 계기로 싸우는데, 그 모습을 보고 관중들이 재미있어 하고,
특히 뮬란에 등장하는 무슈가 "저거야 말로 티몬과 품바다(Now,that's the T and P!)"라고 한다.

### TV 시리즈
《티몬과 품바》는 극장용 애니메이션 라이온 킹의 스핀 오프(외전)성격으로 제작된 TV 시리즈 애니메이션이다. 라이온 킹 시리즈의 최고 감초 캐릭터였던 티몬과 품바를 메인으로 하여 구성된 스토리로, 1995년 9월부터 총 7시즌에 걸쳐 85개의 에피소드가 선을 보였다.

### 게스트 출연
- 토이 스토리에서 우디의 주인이 이사할 때 차에서 나오는 음악이 티몬과 품바가 부른 "하쿠나 마타타"였다.
- 타잔 2에서는 혹멧돼지 무리 중에는 품바라고 추정되는 어린 혹멧돼지가 있다.
- 리로이 & 스티치에서 리로이들을 보고 겁먹은 실험체들에게 스티치가 실험체 쪽으로 가는 신에서, 실험체 무리에 끼어 있는 놀란 표정의 티몬과 품바의 모습을 찾아볼 수 있다.

### 게임
- 도스 게임인 라이온 킹: 더 게임에서는 미니 게임 캐릭터로 등장한다.
- 티몬과 품바의 정글 게임에서는 아예 주인공으로 등장한다. 플레이어들에게 단순히 미니 게임의 재미뿐만 아니라 특유의 웃음까지 선사해 준다.